# Casa Nova del Terri
La Casa Nova del Terri és una torre del municipi de Sant Julià de Ramis (Gironès) protegida com a bé cultural d'interès local.

## Descripció
És una torre de planta quadrada amb nucli central que situa l'escala i que es reflecteix en dos cossos centrals com a llanternes. Al voltant de l'escala hi ha les dependències que es formen en "U" i on el forat de la "U" permet el marc de l'entrada per un jardinet i per balcons treballats i obertures compostes. És de planta baixa i pis. La façana està encarada a migdia. La de nord té una galeria d'arcs de punt rodó a la planta pis. La façana est té obertures en planta baixa per a la masoveria i a dalt per les estances. La façana oest presenta una gran obertura per les cavallerisses. El conjunt té una pallissa separada i una piscina. El teulat és a quatre vessants als dos cossos centrals i de terrat planer el cos en forma d'"U".